# (2+1)-次元位相重力理論
空間次元が 2 で時間次元が 1 のとき、一般相対性理論は伝播する重力的な自由度を持たない。実は、真空状態で時空は常に局所平坦（もしくは宇宙定数に応じてド・ジッター空間か、もしくは反ド・ジッター空間）となることを示すことができる。このことが、(2+1)-次元位相重力 を重力的な局所自由度を持たないトポロジカルな理論とする。
Chern-Simons理論と重力の関係は、1980年代に入ると注目されるようになった。この間に、エドワード・ウィッテン(Edward Witten)は、(2+1)-次元重力は、負の宇宙定数に対してはゲージ群が {\displaystyle SO(2,2)} であるチャーン・サイモンズ理論に等価であり、正の宇宙定数に対してはゲージ群が {\displaystyle SO(3,1)} のチャーン・サイモンズ理論に等価であると論じている。この理論は完全可解であり、量子重力理論のトイ・モデルとなっている。キリング形式はホッジ双対と関わっている。
ウィッテンは、後に、考え方を変更し、非摂動的な (2+1)-次元位相重力は、チャーン・サイモンズ理論とは異なっているとした。何故ならば、汎函数測度は、非特異な多脚場(vielbein)の上にのみ存在するからである。（この論文の中で）彼は、CFT-双対はモンスター共形場理論ではないかと示唆し、BTZブラックホールのエントロピーを計算した。